# Kiến An (tỉnh)

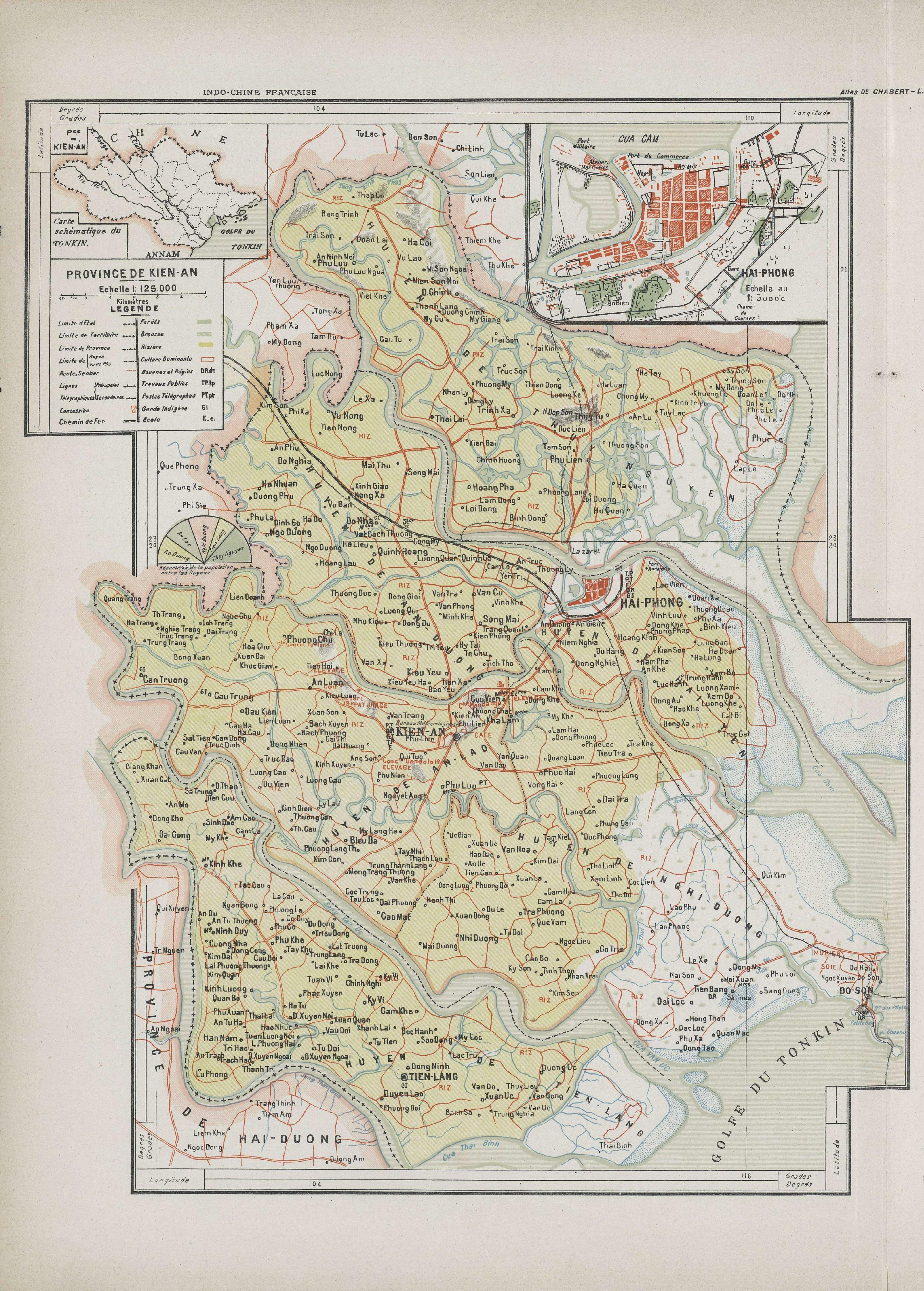
Bản đồ tỉnh Kiến An năm 1909

Kiến An là tỉnh cũ ở Bắc Bộ Việt Nam, tồn tại từ tháng 1 năm 1888 đến tháng 10 năm 1962. Trong thời gian tồn tại đã trải qua những lần đổi tên, sáp nhập, hợp nhất và trở lại tên ban đầu.

## Địa lý
Tỉnh Kiến An có vị trí địa lý:
- Phía bắc giáp khu Hồng Quảng
- Phía nam giáp tỉnh Thái Bình
- Phía đông giáp thành phố Hải Phòng và vịnh Bắc Bộ
- Phía tây giáp tỉnh Hải Dương.

## Lịch sử
Tỉnh Kiến An thời nhà Nguyễn độc lập có tên là Phủ Kiến An thuộc tỉnh Hải Dương.
Tháng 9 năm 1887 tách ra cùng với Nha Hải Phòng và các huyên ven biển: Hải An, An Lão, An Dương, Kiến Thụy của tỉnh Hải Dương để thành lập tỉnh Hải Phòng.
Tháng 1 năm 1888 chính quyền Bảo hộ Pháp thành lập Thành phố Hà Nội và Thành phố Hải Phòng (phần Nha Hải Phòng cũ). Phần còn lại của tỉnh Hải Phòng thành lập tỉnh Kiến An.
Tháng 8 năm 1902 do trong địa bàn tỉnh có Đài Thiên văn (Khí tượng) Phủ Liễn, nên đổi tên thành tỉnh Phủ Liễn.
Tháng 2 năm 1906 trở lại tên cũ là tỉnh Kiến An.
Năm 1945, sáp nhập thêm huyện Tiên Lãng thuộc Phủ Nam Sách của tỉnh Hải Dương.
Tháng 11 năm 1946, tỉnh hợp nhất với Hải Phòng thành liên tỉnh Hải Kiến.
Tháng 12 năm 1946 tách ra khỏi Liên tỉnh Hải Kiến và trở lại tên cũ. Tỉnh lỵ là Thị xã Kiến An.
Năm 1949, tỉnh Kiến An thuộc Liên khu 3 và có 5 huyện (89 xã): Tiên Lãng, Hải An, An Lão, An Dương, Kiến Thụy.
Ngày 4 tháng 3 năm 1950, sáp nhập thêm huyện Thủy Nguyên từ khu Hồng Quảng.
Cuối năm 1952, sáp nhập thêm huyện Vĩnh Bảo từ tỉnh Hải Dương.
Ngày 26 tháng 9 năm 1955, huyện Hải An sáp nhập vào thành phố Hải Phòng.
Đến tháng 10 năm 1962, một lần nữa, tỉnh Kiến An lại sáp nhập vào Thành phố Hải Phòng.
Trước khi hợp nhất với Thành phố Hải Phòng, tỉnh Kiến An có tỉnh lị là thị xã Kiến An và 6 huyện: An Dương, An Lão, Kiến Thụy, Thủy Nguyên, Tiên Lãng, Vĩnh Bảo.